# My Girlfriend is Shobitch
My Girlfriend is Shobitch (яп. 僕の彼女がマジメ過ぎる処女ビッチな件 Боку но канодзё га мадзимэ сугиру сёдзё битти на кэн) — манга, написанная и проиллюстрированная Намиру Мацумото. Он начал её выпуск на веб-сайте Niconico Seiga в июле 2015 года. Аниме-адаптацию, транслируемую с октября по декабрь 2017 года, сняли студии Diomedéa и Studio Blanc.

## Сюжет
Обычный ученик средней школы Харука Синодзаки признается красивой, добросовестной старосте класса Акихо Косаке, и она, к его удивлению, принимает признание. Однако градус её полового воспитания оставляет желать лучшего…

## Персонажи
Харука Синодзаки (яп. 篠崎 遥 Синодзаки Харука) — обыкновенный японский школьник, второклассник старшей школы. Привлекательный. Имеет младшую сестру Канату.
Сэйю: Мицухиро Итихи, Юки Яги (в детстве).
Акихо Кусакэ (яп. 香坂 秋穂 Ко:сака Акихо) — староста класса, в котором учатся Харука и Рина. Красива (короткие серебристые волосы, большие раскосые глаза), большегруда, скромна и распущенна одновременно, поскольку правилам хорошего тона и половому воспитанию её учила мать, но по своему разумению.
Сэйю: Аой Юки.
Сидзуку Арияма (яп. 有山 雫 Арияма Сидзуку) — третьеклассница старшей школы, рыжая девушка с волосами до плеч. Активно притворяется старшей сестрой Харуки. Хорошо готовит, поскольку её родители поздно возвращаются домой с работы. Постоянно заигрывает с Харукой, однако моментально краснеет, когда он ей подыгрывает.
Сэйю: Рариса Таго.
Рина Сайдзё (яп. 西城 梨奈 Сайдзё: Рина) — девушка, переведённая в класс главных героев из престижной женской школы. Блондинка с большой грудью и длинными волосами. Хотя тоже отличается некоторой распущенностью, обычно специально на нескромные темы не заговаривает, однако иногда не договаривает о предмете своих слов в двусмысленных предложениях.
Сэйю: Нацуми Ямада.
Каната Синодзаки (яп. 篠崎 奏多 Синодзаки Каната) — младшая сестра Харуки, учится в той же школе на класс младше. Обычно одевается в худи с кошачьими ушками на капюшоне и копирует кошачье поведение. Зрачки вертикальные. Имеет комплекс брата, но быстро понимает, что встречающийся с Акихо брат стал для неё недосягаем, и перестаёт к нему приставать.
Сэйю: Юки Яги.

## Медиа-издания

### Манга
Boku no Kanojo ga Majime Sugiru Shojo Bitch na Ken написана и проиллюстрирована автором Намиру Мацумото. Он начал выпускать её онлайн на Niconico Seiga 20 июля 2015 года, а также на Comic Walker и Comic Newtype. В формате танкобонов мангу публикует издательство Kadokawa.
| № | Дата публикации      | ISBN                   |
| - | -------------------- | ---------------------- |
| 1 | 9 апреля 2016 года   | ISBN 978-4-0410-4146-8 |
| 2 | 26 октября 2016 года | ISBN 978-4-0410-4874-0 |
| 3 | 25 марта 2017 года   | ISBN 978-4-0410-5550-2 |